# Tuchola Mała
Tuchola Mała – nieoficjalna część wsi Tuchola Żarska w Polsce położona w województwie lubuskim, w powiecie żarskim, w gminie Lubsko.
Miejscowość leży przy drodze wojewódzkiej nr 289.
W latach 1975–1998 miejscowość administracyjnie należała do województwa zielonogórskiego.